# Sinaman
Sinaman is een bestuurslaag in het regentschap Karo van de provincie Noord-Sumatra, Indonesië. Sinaman telt 1107 inwoners (volkstelling 2010).